# Ricky Simón
Ricky Simón, född 8 augusti 1992 i Vancouver, Washington, är en amerikansk MMA-utövare som är Legacy Fighting Alliance före detta bantamviktsmästare. Han tävlar numera i organisationen Ultimate Fighting Championship.